# 슬러거 (온라인 게임)
슬러거(Slugger)는 한국의 와이즈캣이 개발하고 네오위즈게임즈가 배급한 야구 온라인 게임이다.
2006년 1월 19일부터 2007년 2월 1일까지 4차에 거친 클로즈드 베타 서비스를 거쳐 그 해 2월 6일부터 오픈 베타 서비스를 실시하고, 3월 13일부터는 부분 유료화를 실시했다. 2008년에는 한국e스포츠협회의 2008년 상반기 등록위원회 심사를 통해 신규 e스포츠 공인종목으로 선정됐다.

## 같이 보기
- 마구마구
- 신야구